# Manuel Mundó i Marcet
Manuel Mundó i Marcet, més conegut com a Anscari M. Mundó, nom de religió, (Barcelona, 29 de juny de 1923 — Barcelona, 25 de desembre de 2012) va ser un historiador i paleògraf català.

## Biografia
Format a l'abadia de Montserrat, on fou monjo del 1939 al 1967, fou doctor en història de l'Església i en història general, i llicenciat en arqueologia i art cristians per les universitats de Roma i Barcelona. Fou responsable de l'àrea de paleografia i diplomàtica de la Gran Enciclopèdia Catalana. Del 1969 al 1978 fou arxiver a l'Arxiu de la Corona d'Aragó i del 1978 al 1983 director de la biblioteca de la Universitat Autònoma de Barcelona i de la Biblioteca de Catalunya del 1987 al 1990. Fou nomenat pel papa Pau VI membre del Consell d'Aplicació de la Reforma de la Litúrgia decretada pel Concili Vaticà II. Ha estat professor a Roma, a Montserrat i catedràtic de Paleografia, Diplomàtica i Codicologia a la Universitat Autònoma de Barcelona.
Va ser membre de l'Institut d'Estudis Catalans des del 1971, de l'Acadèmia de Bones Lletres de Barcelona des del 1987, així com del Comitè Internacional de Paleografia Llatina (1975), de l'Instituttet for Sammenlingnende Kulturforskning d'Oslo (1961), de la Société des Antiquaires de France (1980) i de la Medieval Academy of America (1986). L'any 2000 va rebre la Creu de Sant Jordi.
Va publicar més de 140 treballs d'investigació historicoliterària, crítica textual, paleografia i codicologia, entre els quals cal esmentar la classificació i datació dels Codices Regularum llatins dels segles V-IX, l'edició del text jurídic català més antic (versió del Llibre jutge, segle xii), el fragment de litúrgia romana, amb notació musical, més antic de Catalunya (segles IX-X), una tesi sobre els documents en pergamí més antics de la península Ibèrica (segle VII), d'origen probablement català, alguns palimpsests i diversos treballs sobre Oliba i la seva època.

## Obres
- El origen de La Salve visto desde España (1967)
- Sobre los códices de Beato (1978)
- Catàleg del Museu del Llibre Frederic Marès (1994)
- Catalunya 1: de la romanitat a la sobirania (1999)
- Les Biblies de Ripoll (2002)
- Un santcrist d'ivori de Miquel Àngel Buonarroti? (2006)